# 라치오주
라치오주(이탈리아어: Regione Lazio)는 이탈리아의 주이다. 인구 570만명과 GDP 1700억 유로 이상을 지닌 라치오주는 이탈리아에서 두 번째로 인구가 많은 동시에 두 번째로 경제 규모가 큰 주이다. 이 주에는 이탈리아에서 가장 큰 도시이자 수도인 로마가 있으며 주도는 로마이다. 바티칸 시국, 티레니아해 등과 접경한다.

## 지리

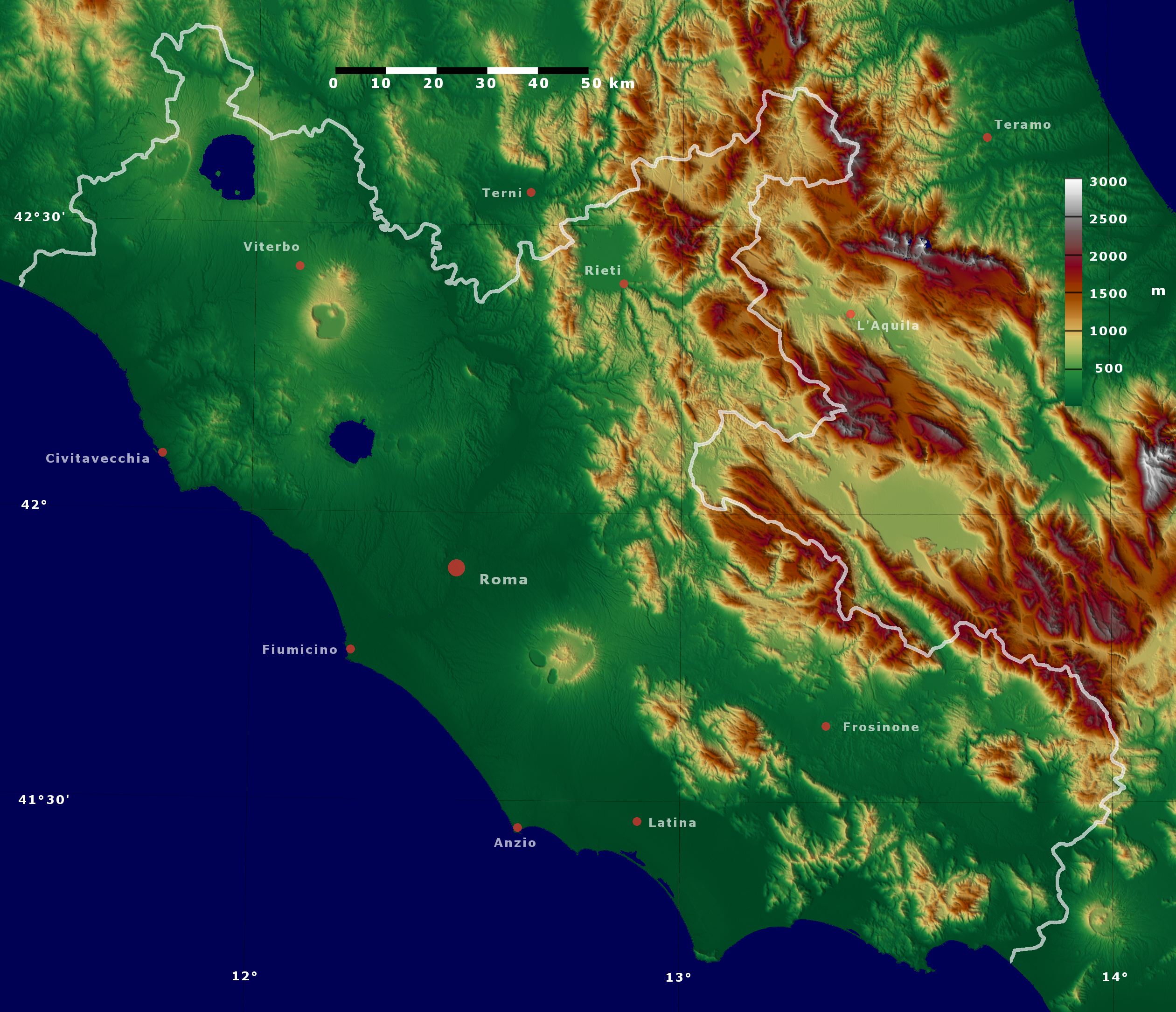
라치오주의 입체 지도

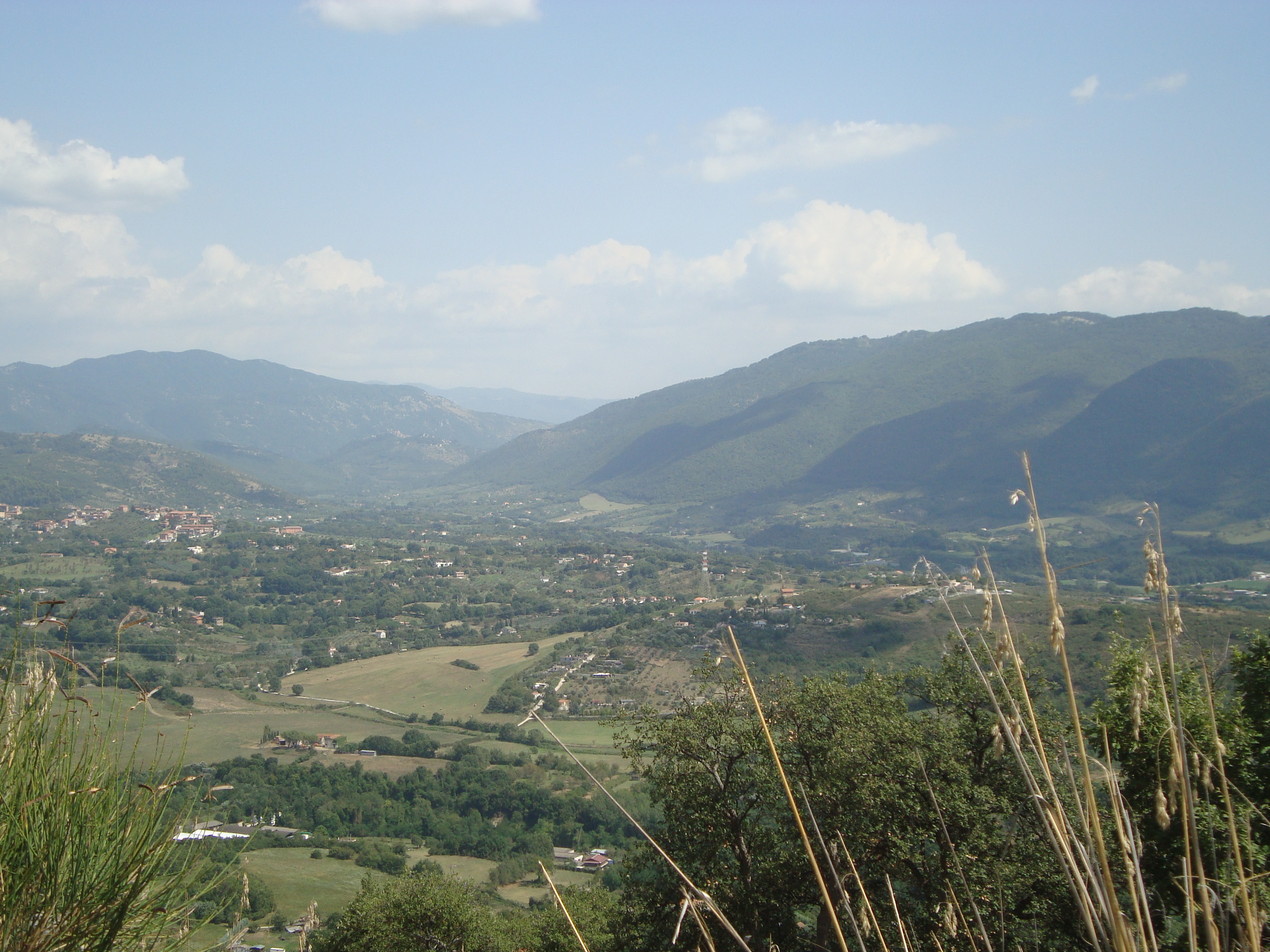
아니에네 계곡의 모습

라치오주는 넓이가 17,236 km²로 북쪽으로는 움브리아주, 토스카나주, 마르케주, 동쪽으로는 아브루초주, 몰리세주, 남쪽으로는 캄파니아주 그리고 서쪽으로는 티레니아해과 접경한다. 라치오주는 대부분 평지, 언덕, 대부분 동쪽과 남쪽 지역에 있는 작은 산들로 이루어져있다.
라치오주의 해안은 모래사장으로 되어있으며 간간히 치르체오(541m)와 가에타(171m) 곶들도 끼여있다. 라치오주의 일부인 폰치아네 제도는 남쪽 해안 반대편에 있다. 해안가 뒤쪽에서 북쪽으로는 마렘마 라치알레(토스카나 마렘마의 연속)이 있고, 치티타베키아에 있는 해안 평야지대는 톨파 산에 의해 가로막혔다. 주의 가운대 부분은 로마 시 주변을 둘러싼 대략 2,100 km²의 방대한 충적평야인 로마 캄파냐지역이다. 남쪽 구역은 한때 습지대이며 말라리아지대였다가 지난 100년간 간척사업을 통해 생겨난 아그로 폰티노의 평지이다.

## 역사

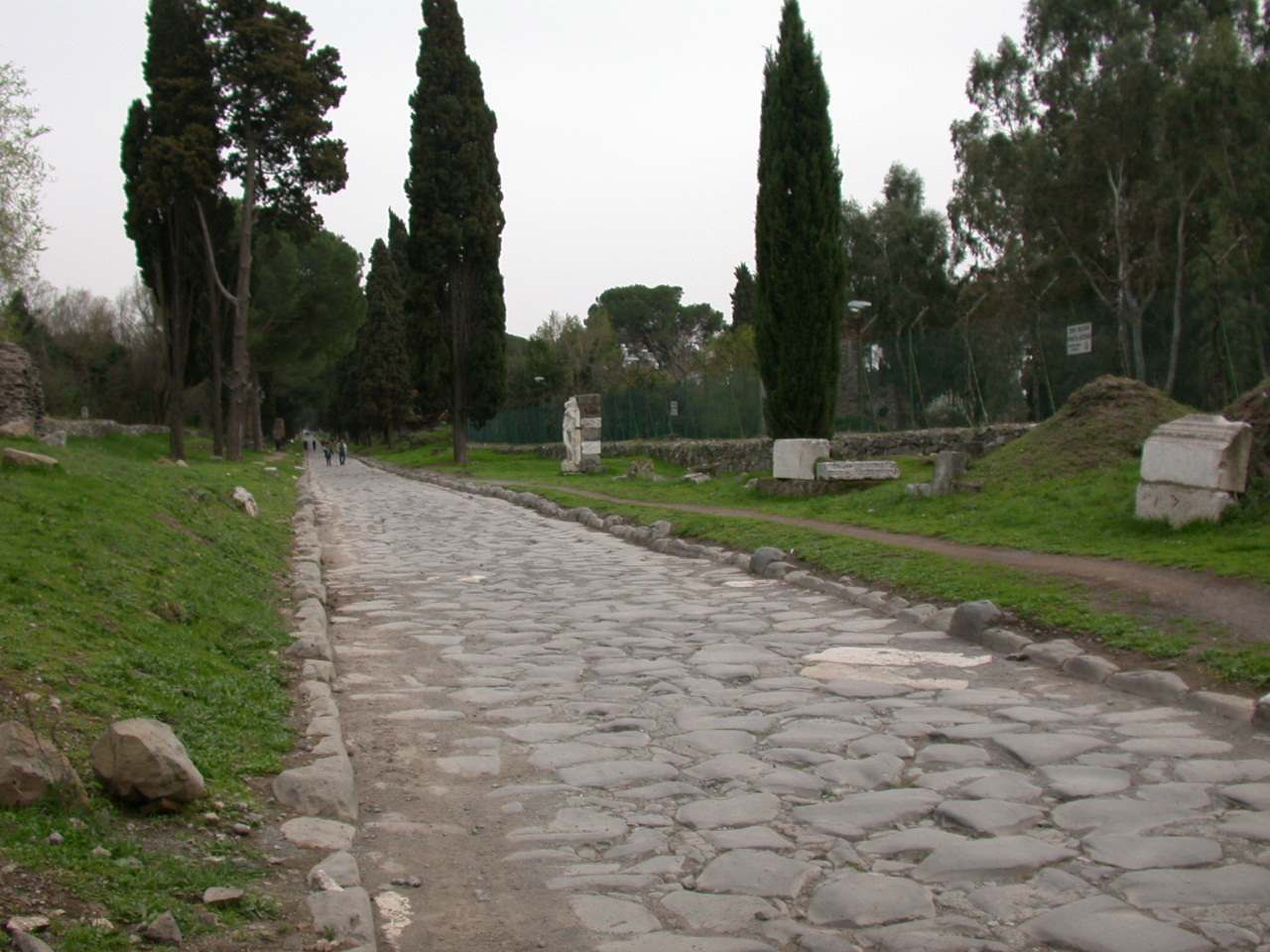
이탈리아 남부 지역과 고대 로마를 연결하던 아피아 가도 (Via Appia), 일부는 오늘날에도 사용이 가능하다.

이탈리아어 단어 Lazio(라치오)는 라틴어 단어 Latium(라티움)에서 파생됐다. 주의 명칭 역시도 라틴인들의 부족 명칭에서 유래한 것이며, 라틴어는 라틴인들이 사용하였고 그들의 언어는 고대 로마가 도시 국가에서 사용되었다. 고대 로마의 인구는 에트루이아인과 라틴족 이외의 다른 이탈리아 부족등 여러 민족들로 구성되어 있지만 후에는 라틴족이 우세주민이다. 로마 신화에 따르면, 라틴 부족은 그들 부족의 명칭을 라티누스 왕의 이름에서 따왔다고 한다. 유피테르가 그를 죽이려 찾아다니던 그의 아버지를 피해 숨었다는 것에 유래한 신화적 어원을 제외하고도, 오늘날의 주요 어원학에서는 라치오의 명칭이 로마 캄파냐의 평지 지대를 표현하는 방법으로 "넓다"라는 뜻의 라틴어 단어인 "latus"(라투스)에서 여기고 있다. 이곳은 본래 라틴인들이 살았으며, 그들은 삼니움, 마르시, 헤르니키, 아이퀴, 아우룽키, 볼스키인들 그리고 주변의 모든 이탈리아 부족들의 영역까지 세력을 넓혔다. 이 거대한 지역을 여전히 라티움이라고 부르지만, 라티움 아디엑툼 또는 라티움 노붐, 추가된 지역 또는 신 라티움(New Latium) 그리고 라티움 베투스(Latium Vetus) 또는 구 라티움(Old Latium)으로 구분 한다.
아우구스투스 황제는 공식적으로 오늘날의 이탈리아 대부분을 이탈리아로 불리는 하나의 지정학 독립체로 통일하였고 11개의 지구로 구분하였다. 오늘날의 캄파니아 지역과 라치오의 남동쪽까지와 네아폴리스는 1 지구로 구분되었다.
고트 전쟁 (535–554)과 비잔티움 제국의 정복이후에, 이 지역은 동로마 황제의 "로마 영지"(Roman Duchy)가 되며 자유를 되찾았다. 하지만 야만족 랑고바르드인들과 오랜 전쟁은 이 지역을 약화시켰다.
종교의 강화와 기독교 지배계층들은 16세기 중반까지 군주들과 로마 주교들 사이에 지속적인 힘의 어려움으로 이어졌다. 교황 인노첸시오 3세는 투시아와 캄파냐, 마리티마 현들 교회의 세력들에게 자신의 권한을 주장하고과 콜론나 가문의 세력을 약화시키고자 그의 세력을 강화할 시도를 하였다. 이는 다른 교황들도 마찬가지였다. 아비뇽 유수 (1309–1377) 시기에 로마에 교황이 없자, 봉건 군주들의 세력이 증가하였다. 소 코무네들과 그 누구보다도 로마 시는 군주들의 세력이 강화되는 것과 콜라 디 리엔초에 반대하였고, 그들을 기독교 세력의 적대자로 간주하였다. 1353년과 1367년 사이에 교황은 라치오와 교황령 나머지 지역을 되찾았다.
16세기 중반부터 교황의 정치권은 교황령과 라치오 지역으로 통일되었으며 그리하여 이 지역들은 기독교의 사유지가 되었고 지역들을 관리하기 위해 비테르보, 마리티마, 캄파냐, 프로시노네에 총독들이 파견되었다.
라치오 지역에는 짧게나마 나폴레옹 보나파르트의 군대 지배하에 프랑스 제1공화국의 괴뢰정권인 로마 공화국이 들어서기도 하였다. 공화국은 1798년 2월 15일까지 존재하였고 1799년 10월 교황령에 반환되었다. 1809년 라치오는 프랑스 제국에게 합병당했지만 1815년 교황의 지배하로 반환됐다.
교황 비오 9세 시기와 프랑스가 스당에서 패하던 시기인 1870년 9월 20일 로마 함락이 되면서 이탈리아의 통일이 완성되었고 라치오주도 이탈리아 왕국에 통합되었다.

## 경제
농업, 공예업, 축산업, 어업은 주요 전통적인 수입원들이다. 농업은 와인용 포도와 과일, 채소들과 올리브들이 주요 생산된다.
라치오에서의 산업 발달은 로마의 남부 지역으로 한정되어있다. 통신업과 무엇보다도 특히 로마 남쪽의 몇 킬로미터에 걸친 카사 델 메초조르노 구역의 설정은 특히 프로시노네의 Autostrada del Sole (고속도로) 근처여서 로마와 연결하기도 좋아 산업 위치에 영향을 미쳤다. 회사들은 중소규모이고 건축과 건축 자재 (로마, 치비타베키아), 종이 (소라), 석유 화학 (가에타, 로마), 직물 (프로시노네), 공학 (리에티, 아나니), 자동차 (카시노), 전기와 전기 공학 (비테르보) 부문에서 운영을 하고 있다.
노동 인구의 대략 73%는 서비스업에 고용되었다. 이는 상당한 비율이지만, 행정, 은행, 관광, 보험과 다른 부문들의 중심지인 로마가 있으므로 당연한 것이다. 많은 국내 기업과 다국적 기업, 공기업과 사기업들은 그들의 본사를 로마 (ENI, Enel, 핀메카니카, 알리탈리아, RAI)에 두고 있다.
라치오의 제한된 산업과 고도로 발달한 서비스 산업은 2009년 이탈리아 경제에서 더 좋은 성과를 낼것이라고 보고 있다.

## 인구
570만의 인구를 지닌 라치오주는 이탈리아에서 세 번째로 인구가 많은 주이다. 주에 과도한 인구 밀도는 km2 당 332명에 이른다. 하지만 km2당 거의 800명에 이르는 고도로 도시화된 로마현에 비해 산악지형이며 시골인 리에티현은 km2 60명으로 인구밀도 범위는 지역 별로 다양하다. 2010년 1월 이탈리아 통계청인 ISTAT는 라치오주에 전체 인구의 8.8%에 해당하는 497,940명의 외국인이 살고 있다고 추정하였다.
| 연도    | 인구      | ±%      |
| ------- | --------- | ------- |
| 1861    | 356,000   | —       |
| 1871    | 1,173,000 | +229.5% |
| 1881    | 1,257,000 | +7.2%   |
| 1901    | 1,586,000 | +26.2%  |
| 1911    | 1,771,000 | +11.7%  |
| 1921    | 1,997,000 | +12.8%  |
| 1931    | 2,349,000 | +17.6%  |
| 1936    | 2,655,000 | +13.0%  |
| 1951    | 3,341,000 | +25.8%  |
| 1961    | 3,959,000 | +18.5%  |
| 1971    | 4,689,000 | +18.4%  |
| 1981    | 5,002,000 | +6.7%   |
| 1991    | 5,140,000 | +2.8%   |
| 2001    | 5,112,000 | −0.5%   |
| 2011    | 5,732,000 | +12.1%  |
| 2019    | 5,864,321 | +2.3%   |
| Source: |           |         |

## 정부와 정책
로마 현은 전통적으로 중도 좌파를 지향한 반면에 나머니 라치오주 지역들은 중도 우파를 지향한다. 2008년 총선거에서 라치오주는 44.2%가 중도 우파에 투표한 반면에 중도 우파는 41.4% 지지를 받았다. 2013년 총선거에서는 라치오주는 중도 좌파 연정에 40.7% 가량이, 중도 우파 연정에는 29.3% 그리고 20.2%는 오성운동에 투표하였다.

### 관리 지역
라치오주는 5개의 도로 나뉜다.
| 도           | 넓이 (km2) | 인구 수   | 인구 밀도 (inh./km2) |
| ------------ | ---------- | --------- | -------------------- |
| 프로시노네도 | 3,244      | 496,545   | 153.1                |
| 라티나도     | 2,251      | 543,844   | 241.4                |
| 리에티도     | 2,749      | 158,545   | 57.7                 |
| 로마도       | 5,352      | 4,097,085 | 765.5                |
| 비테르보도   | 3,612      | 314,690   | 87.1                 |

## 같이 보기
- 이탈리아의 주
- 이탈리아의 행정 구역